# Munruthel
Munruthel — паган-метал проєкт Владислава Редькіна з Харкова.

## Живі виступи
Проєкт дав чотири концерти. Два в Харкові на фестивалі Коловорот, у 2000 і 2001 роках. Два інші ж — у Севастополі та Черкасах.
В якості концертних музикантів виступили Bal-a-Myth з Lucifugum, а також Odalv, Vrolok і Saturious з Nokturnal Mortum.

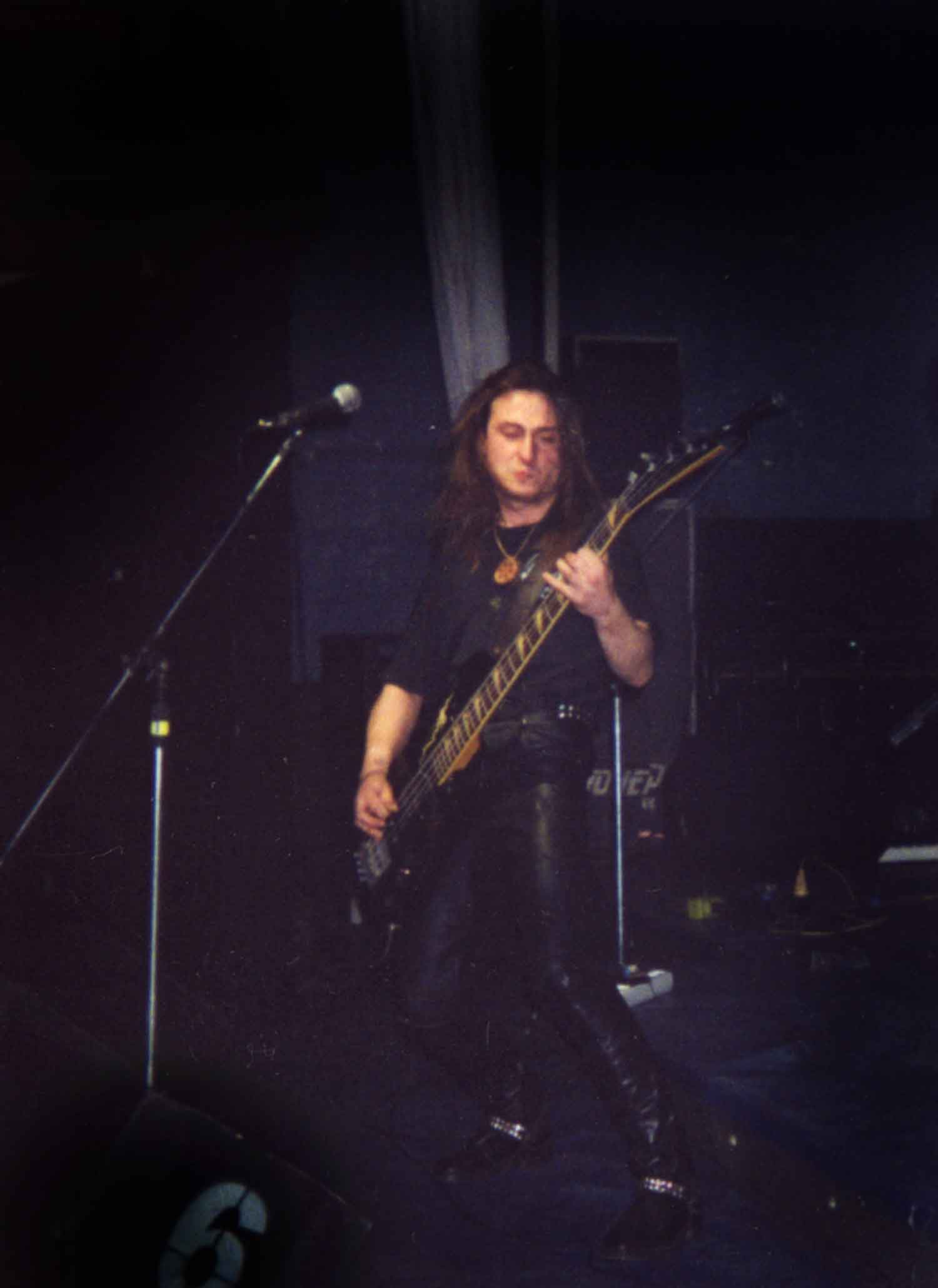
З Коловороту 2000-го року

## Дискографія

### Як Silentium (1988-1995)
- The Ancients' Wisdom (демо, 1995)

### Як Munruthel

#### Альбоми
- Явь, Навь и Правь (1997)
- Ориянские Сказанья (1999)
- Epoch of Aquarius (2006)
- The Dark Saga (2011)
- CREEDamage (2012, англомовна версія)
- ВЕРОломство (2012, російсько-/україномовна версія)
- Where Dreams Lead (2025)